# Сятери, Харри
Харри Сятери (фин. Harri Säteri; род. 29 декабря 1989, Тоияла, Турку-Пори) — финский хоккеист, вратарь. Чемпион (2022) и вице-чемпион (2021) мира. Олимпийский чемпион 2022 года.

## Карьера
Начал карьеру в 2007 году в составе клуба «Таппара». Много раз вызывался в молодёжную сборную Финляндии. В 2008 году был задрафтован клубом «Сан-Хосе Шаркс» под общим 106 номером. В 2009 году на Драфте юниоров КХЛ был выбран под общим 8 номером клубом СКА.
В НХЛ уехал в 2011 году, выступал за фарм-клуб, но в основной команде так и не смог заиграть. В 2014 году подписал контракт с «Витязем», выступающим в КХЛ.
В сезонах 2017/18 и 2018/19 играл в Северной Америке, в том числе за команду НХЛ «Флорида Пантерз». Вернувшись в КХЛ, подписал контракт с «Сибирью».
В 2022 году Сятери расторг контракт с «Сибирью».